# سعید مولیانی
سعید مولیانی (زاده ۱۳۵۳ هجری خورشیدی، چقیورت) محقق و نویسنده و از گرجی‌های ایران است.
سعید مولیانی به وسیلهٔ فعالیت‌های فرهنگی خود در راستای حفظ و اعتلای فرهنگ و زبان گرجی در ایران، به عنوان یکی از قهرمانان فرهنگی سال ۲۰۱۱ گرجستان شناخته شد. مراسم معرفی و قدردانی قهرمانان فرهنگی سال گرجستان، تحت عنوان გმირები (گْمیرِبی به معنای "قهرمانان") هر ساله در گرجستان برگزار می‌شود. در این مراسم که به‌طور زنده از تلویزیون دولتی گرجستان پخش می‌شد، نیکولوز روروا وزیر فرهنگ گرجستان، احسان خزاعی رایزن فرهنگی سفارت جمهوری اسلامی ایران در تفلیس، رؤسای دانشگاه‌های مختلف گرجستان، مسئولین فرهنگی و هنری و بیش از ۲٬۰۰۰ تَن از مدعوین حضور داشته و از خدمات ۱۱ تَن از کسانی که اقدامات فرهنگی شایسته‌ای را در سال ۲۰۱۱ از خود نشان داده‌اند تقدیر به عمل آمد.
مدال افتخاری نیز توسط رئیس‌جمهور گرجستان، میخیل ساآکاشویلی به او اهدا شده‌است.

## تألیفات
- جایگاه گرجی‌ها در تاریخ و فرهنگ و تمدن ایران، ۱۳۷۹.
- زبان گرجی در سفر، ۱۳۹۱.